# Stallhofen
Stallhofen är en ort kommun i  distriktet Voitsberg i förbundslandet Steiermark i Österrike.
Kommunen består av sju orter (Ortschaften) (inom parentes invånarantal 1 januari 2024):

- Aichegg (449)
- Bernau (250)
- Hausdorf (317)
- Kalchberg (395)
- Muggauberg (267)
- Raßberg (243)
- Stallhofen (1 290)